# Miglioramenti umani nella Cosmic Era
Questo articolo tratta dei "miglioramenti degli esseri umani" nelle serie anime ambientate nella linea temporale della Cosmic Era della metaserie Gundam SEED.

## Naturals
I Natural sono esseri umani nati naturalmente - cioè che non sono stati sottoposti alla procedura per essere trasformati in Coordinator (e neanche lo sono stati i loro antenati).

## Coordinators
I Coordinators sono esseri umani geneticamente migliorati, sono in grado di apprendere più velocemente, hanno corpi più forti e veloci e sono virtualmente immuni alle malattie.

### Il Primo Coordinator
Nell'anno CE 15 (15 della Cosmica Era), l'altamente rispettato George Glenn diede l'annuncio scioccante di essere il primo Coordinator, un essere nato in seguito ad una procedura di ingegneria genetica studiata per migliorare l'uomo. Rivelò al pubblico l'intero processo per creare un Coordinator.
Le modifiche genetiche che creano un Coordinator devono essere eseguite nei primi stadi di sviluppo dell'embrione, che viene quindi reinserito nel ventre materno per la gestazione. Questi miglioramenti genetici sono trasmessi ai figli dei Coordinators senza il bisogno di ulteriori interventi. Quando dei genitori Naturals trasformano i loro figli in Coordinators, questi vengono descritti come Coordinators di prima generazione, i cui figli saranno Coordinators di seconda generazione e così via.

### Coordinators e Naturals
Per molti anni dopo la rivelazione di Glenn la creazione di Coordinators rimase illegale. Quando il divieto venne sollevato negli anni CE 30 iniziò il "Boom dei Coordinators", che durò fino agli anni CE 50. Seguendo la rapida diffusione dei Coordinators, scoppiarono diverse rivolte sociali che gettarono il mondo nel caos. Molti Naturals iniziarono ad opporsi ai Coordinators a causa della gelosia per le loro capacità ed affermarono che erano creazioni contronatura. I gruppi di pressione anti-Coordinators come Blue Cosmos iniziarono ad etichettare i Coordinators come inumani e dichiararono che dovevano essere spazzati via per ritornare ad avere un "mondo blu e puro."
Mentre i principali blocchi politici iniziarono a costruire colonie spaziali (conosciute come PLANT), queste gradualmente divennero una nuova casa per i Coordinators. I Naturals intendevano rendere la Terra il loro dominio esclusivo, sebbene non fosse raro trovare Coordinators e Naturals vivere pacificamente insieme, come nella Unione di Orb.
Per la metà degli anni CE 50 la situazione era deteriorata al punto che gli uomini di Blue Cosmos occupavano posizioni di potere nella Federazione Atlantica ed i Coordinators si erano in gran parte ritirati in nazioni neutrali come l'Unione di Orb o nello spazio nei PLANT, dove erano più che benvenuti.
Un termine derogativo usato dai Naturals per indicare i Coordinators è "Patchworker" un riferimento alla natura "patchwork" del loro DNA

### Problemi
Alla data CE 71 i Coordinators stanno diventando progressivamente sterili per mancanza di input genetico dai Naturals. Sebbene gli scienziati di ZAFT stiano lavorando su una soluzione, al momento non si conoscono cure.
Un altro potenziale difetto dei Coordinators è che c'è una discrepanza tra come viene progettato il feto di un Coordinator e come si sviluppa realmente il bambino. In molti casi appaiono nel bambino tratti genetici indesiderati, probabilmente a causa dell'incapacità dell'utero materno di fornire un ambiente adeguato a supportare le modifiche genetiche.
Nei primi anni 50 un famoso scienziato, il professore Ulen Hibiki, propose l'uso di un utero artificiale per aggirare i limiti dell'utero naturale. Molti "prototipi" fallirono, incluso Canard Pars, l'unico ad essere sopravvissuto prima della comparsa di Kira Yamato, il Coordinator Definitivo e figlio di Hibiki, il 18 maggio, CE 55. Kira è cresciuto completamente all'oscuro delle sue origini fino alla Guerra di Bloody Valentine.

### Veri scopi
Secondo l'"Unità GG", un'intelligenza artificiale che si dice derivata dalla registrazioni degli schemi di memoria del cervello di George Glenn, i Coordinators hanno deviato dal loro scopo originale: "coordinare" il passo successivo dell'evoluzione umana, come indicato dal nome. George Glenn non ha mai desiderato che i Coordinators si considerassero una razza superiore, ma ai suoi occhi chiunque lavori per il miglioramento del genere umano è un vero Coordinator, indifferentemente che i suoi geni siano stati migliorati o no. Sfortunatamente questo punto di vista illuminato non è condiviso da molti dell'una o dell'altra fazione del conflitto Terra/ZAFT.

## Extended Human (CPU Biologica)
L'Extended Human (umano esteso) è un progetto segreto della Federazione Atlantica mirato a produrre piloti per mobile suit che potessero combattere con la stessa efficienza dei Coordinators. Nei primi stadi di sviluppo questo progetto aveva il nome in codice di "Programma CPU Biologica".
- Gli Extended Human di primo stadio possedevano alcune modifiche biotecnologiche ed erano mentalmente condizionati per eliminare i loro senso della paura ed incrementare la loro aggressività in combattimento; i soggetti erano in gran parte piloti normali a cui venivano date dosi regolari di Gamma Glipheptin, una droga miglioratrice delle prestazioni. Questa droga aveva un effetto negativo sulla stabilità mentale dei piloti e li faceva comportare in maniera indesiderata in battaglia. Aveva anche una durata breve ed una volta che gli effetti erano esauriti lasciava i piloti incapacitati, con severi sintomi di astinenza. La loro fedeltà all'Alleanza era garantita dalla loro dipendenza alla Gamma Glipheptin. I soggetti del primo stadio furono Clotho Buer, Orga Sabnak e Shani Andras, tre criminali condannati a cui venne offerta una fedina penale pulita in cambio dell'arruolamento nell'esercito per essere usati come soggetti sperimentali. Tutti e tre furono uccisi nelle fasi finali della Guerra di Bloody Valentine.

- Gli Extended Human di secondo stadio furono alterati fisicamente e psicologicamente mediante lavaggio mentale, pesanti condizionamenti mentali, droghe miglioratrici delle prestazioni ed un duro addestramento al combattimento. Erano più stabili degli Extended del primo stadio, ma richiedevano un ricondizionamento regolare, specialmente quando la loro parola chiave veniva utilizzata per forzarli ad agire. Richiedevano anche una regolare "manutenzione" cerebrale per mantenerli in uno stato di alta efficienza e per cancellare le memorie che potevano accumulare. I soggetti del secondo stadio furono Sting Oakley, Stellar Loussier e Auel Neider. Auel perì per mano dell'Impulse Gundam pilotato da Shin Asuka in una battaglia navale vicino a Creta. Stellar morì dopo che il suo Destroy Gundam venne attaccato dal Freedom Gundam pilotato da Kira Yamato durante una battaglia per il controllo di Berlino. Sting venne ucciso dal Destiny Gundam pilotato da Shin Asuka nella battaglia per la conquista di Heaven's Base, quartier generale dell'Alleanza Terrestre.

Gli umani migliorati possedevano abilità di combattimento sufficientemente sviluppate da mettere sotto pressione anche abili Coordinators come Kira Yamato o Athrun Zala. Possono essere considerati come gli analoghi degli Artificiali o i Cyber-Newtype della linea temporale del Universal Century, che erano piloti normali migliorati per dargli capacità di Newtype.

## Fattore SEED
Il fattore SEED, dove SEED è un acronimo per Superior Evolutionary Element Destined (Predestinato dall'Elemento Evolutivo Superiore) è una teoria controversa e non ancora provata circa la continuazione dell'evoluzione umana. Sia i Coordinators che i Naturals possono possedere "il SEED" e quelli che lo possiedono sono ritenuti da alcuni essere lo stadio successivo dello sviluppo umano. Questo ha una certa somiglianza con la teoria dei Newtype delle serie dell'Universal Century, ma le capacità di quelli che possiedono il fattore SEED paiono essere non correlate al potenziale di Newtype. Pur avendo ricevuto un'accettazione limitata, l'ingegnere Erica Simmons di Orb ed il prominente leader ed attivista per la pace Reverend Malchio sono noti sostenitori di questa teoria.

### Modalità SEED
La modalità SEED rappresenta la capacità per un individuo con il fattore SEED di entrare in uno stato di coscienza migliorato e di portare le capacità fisiche al picco massimo. Mentre è in questo stato, la persona (di solito, ma non necessariamente il pilota di un Mobile suit) dimostra riflessi migliorati ed una elevata capacità di processare informazioni. Questa capacità viene di solito attivata da una situazione estrema o dal richiamo di traumi significativi, spesso dovuti alla necessità di proteggere qualcuno in una situazione critica.
La modalità SEED viene mostrata visivamente dall'immagine di un guscio di noce a forma di gioiello, di colore abbinato a quello degli occhi di chi sperimenta lo stato, che cade dall'alto in una fontana di luce appena sopra gli occhi. Le caratteristiche fisiche sono un restringimento della pupilla e la crescita dell'iride. Mentre è in modalità SEED una persona eccede i suoi normali limiti fisici e mentali. Il pilota coordinator di ZAFT Andrew Waltfeld confrontò una volta questo stato a quello dei berserker delle leggende nordiche, ma non pare un confronto accurato, in modalità SEED il livello di controllo aumenta, non diminuisce.
Esistono in realtà due maniere per attivare la modalità SEED. Quando un personaggio improvvisamente decide di proteggere i propri alleati o abbattere i propri nemici, la modalità SEED viene mostrato come un seme cadente che rimbalza una volta ed esplode. Comunque se il personaggio è entrato in battaglia con una particolare risoluzione allora può attivare la modalità SEED a volontà, ed è invece rappresentata come un endocarpo di noce rotante che esplode in una nova verticale. Kira Yamato, Cagalli Yula Athha, e Shinn Asuka sono tutti entrati originariamente in modalità SEED con il primo metodo. Athrun Zala ha sempre usato il secondo metodo e Kira ha ottenuto questa capacità dopo aver deciso realmente per cosa e contro cosa combattere, dopo essere stato sconfitto da Athrun. Inoltre nella Seconda battaglia di Jachin Due, Lacus Clyne potrebbe essere entrata in modalità SEED dopo un lungo soliloquio filosofico sulla natura della guerra e della morte.
Si può entrare in modalità SEED solo impegnandosi completamente in battaglia per una forte ragione. Per questo motivo Athrun Zala e Cagalli Yula Athha sono stati spesso entrambi incapaci di dimostrare le loro capacità SEED in Mobile Suit Gundam SEED Destiny, a causa dei dubbi di Athrun riguardo alla giustezza di ZAFT nel combattere questa guerra e le riserve di Cagalli riguardo al fatto che l'interventismo possa essere la miglior maniera di proteggere Orb dalla guerra. D'altra parte Kira Yamato è stato capace di attivare la sua modalità SEED a volontà durante tutta la serie, poiché è spinto dalla motivazione di proteggere i suoi amici, ed il mondo intero.